# イタリアの降伏

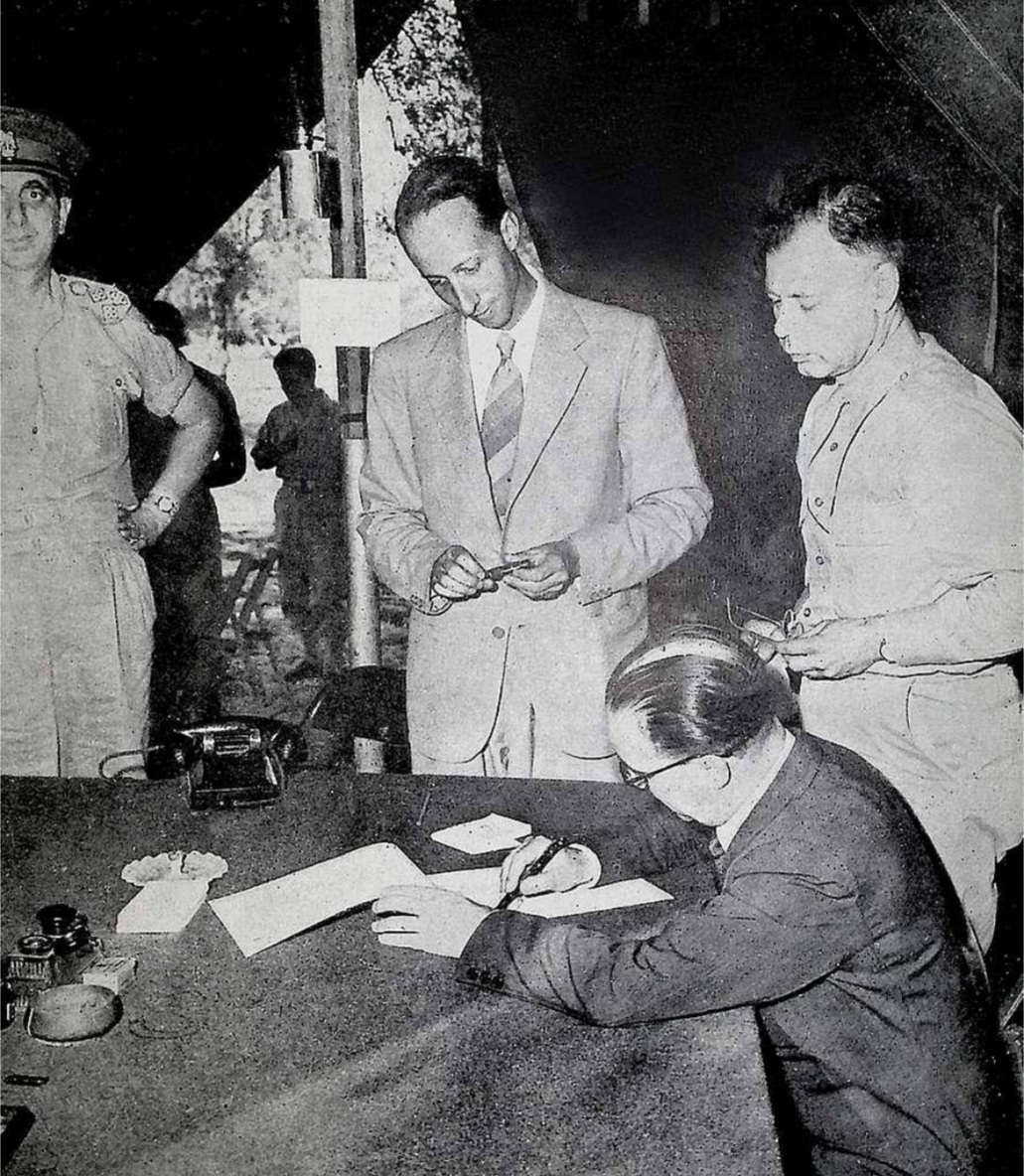

第二次世界大戦におけるイタリアの降伏（イタリアのこうふく）では、1943年9月8日に、イタリア王国が連合国と締結していた休戦協定を発表して枢軸国から離脱し、降伏に至った経緯を記述する。
イタリア王国の動きを事前に察知していたドイツ軍は、この発表の直後にイタリア半島およびその他のイタリア勢力圏を速やかに制圧。イタリア本土では南部から侵攻する連合国軍と、北部のドイツ軍、およびドイツの傀儡のイタリア社会共和国との、イタリア戦線が構築された。休戦についてイタリア語では調印が行われたシチリア島のシラクサ近郊の地名から「Armistizio di Cassibile（カッシビレの休戦）」、もしくは「Armistizio dell'8 Settembre（9月8日の休戦、単に9月8日とも）」と記載される。

## 背景

### 連合国の無条件降伏方針
1943年1月24日に、イギリスとアメリカ合衆国両国の首脳は、カサブランカ会談後の共同記者会見において「枢軸国に対して一切の和平交渉を拒絶し、無条件降伏を唯一の戦争終結とする」という原則を表明した。この案は軍や国務省を除くアメリカ政府内での検討によるものであり、第一次世界大戦の終結が降伏という形を取らなかったためにドイツ人は敗戦を受け止めず今次の大戦に至ったという考えと、ソビエト連邦に「対独戦を最後まで戦い抜く」というメッセージを伝える目的によるものであった。また、当時日本軍に対して劣勢であったため、対日講和が噂されていた中華民国に対するけん制という意味もあった。
この考えにはフランクリン・ルーズベルト大統領も強く同意していた。当初イギリスのウィンストン・チャーチル首相はイタリアの枢軸国側からの離脱をさそうため、一律での無条件降伏路線には反対であった。しかしイギリスの戦時内閣はイタリアの例外化に否定的であり、結局イタリアも含めた形で発表された。当時アメリカ側はイギリスが対日戦において単独講和する可能性があるという疑念を持っており、当初無条件降伏路線自体に賛成ではなかったイギリスがルーズベルト提案に賛成したのは、その疑念を晴らすためという面が強かった。

### ムッソリーニ排除の動き

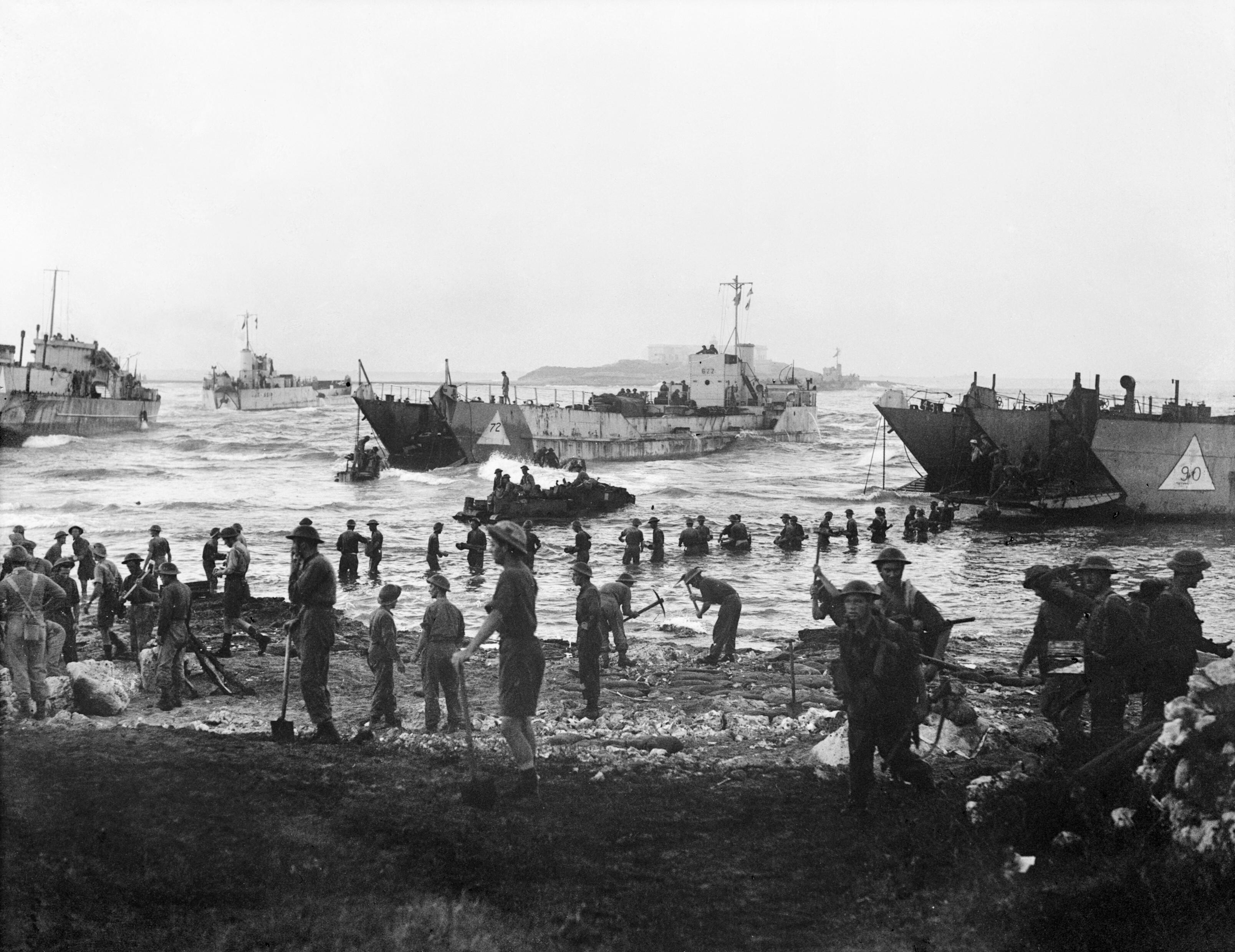
シチリア島へ上陸するイギリス軍（1943年7月10日）

1943年春、北アフリカ戦線のイタリア軍の敗北が明らかとなり、ファシズム体制に対する批判が国内で高まり始めた。イタリアの独裁者である首相ベニート・ムッソリーニは、ファシスト体制に対してより国王ヴィットーリオ・エマヌエーレ3世に忠誠であると思われる人物を、イタリア政府内から何人か排除した。ムッソリーニによるこれらの人事は、ムッソリーニ政権の失策を批判してきた王への敵対的な行為と言われた。おそらく、この決定の後、ヴィットーリオ・エマヌエーレ3世は、ムッソリーニの排除と講和に向けた対抗手段を検討し始めた。またムッソリーニ自身も病体であり、かつてほどの指導力を示せなくなっていた。
王は計画を実行するために、上院議長ディーノ・グランディに参加を依頼した。グランディはファシストの組織における主要なメンバーの一人であり、若い時には、ファシスト党の指導者としてムッソリーニに代わることのできる人物であると考えられていた。王は、グランディのファシズムに関する考えが、急に変わる可能性があると言う疑いからも、依頼を行った。ピエトロ・バドリオ自身も含むたくさんの交渉役の人間は、彼に独裁者ムッソリーニの後継者となる漠然とした可能性を示した。
バドリオの指名は、戦争において、イタリアがドイツと同盟しているという立場を変更はしなかった。しかし、サヴォイア家による平和を求める動きも生じていた。実際、複数の外交チャネルが連合国との講和を求め、模索されていた。
しかしこの情勢は、5月7日にはドイツに察知され、総統のアドルフ・ヒトラーはこの動きに対応するために、5月9日にエルヴィン・ロンメル元帥をイタリアに派遣する計画を立てた。ドイツは連合国軍がサルディーニャ島に上陸するという情報を入手して警戒に当たっていたが、これは連合国軍の欺瞞作戦（ミンスミート作戦）であり、7月10日に連合国軍はシチリア島に上陸した（ハスキー作戦）。

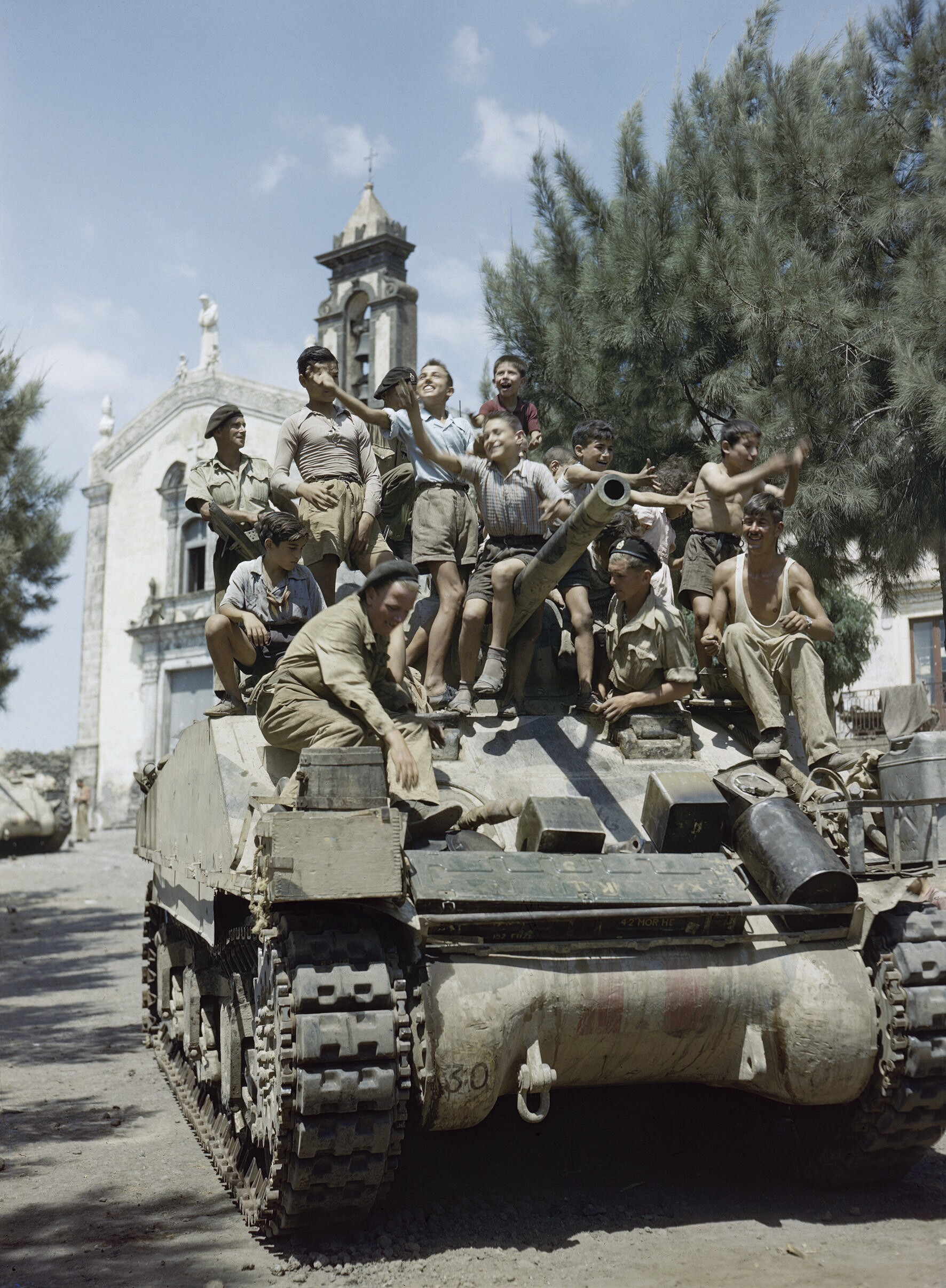
シチリア島の村を解放したイギリス軍のシャーマン戦車（1943年8月）

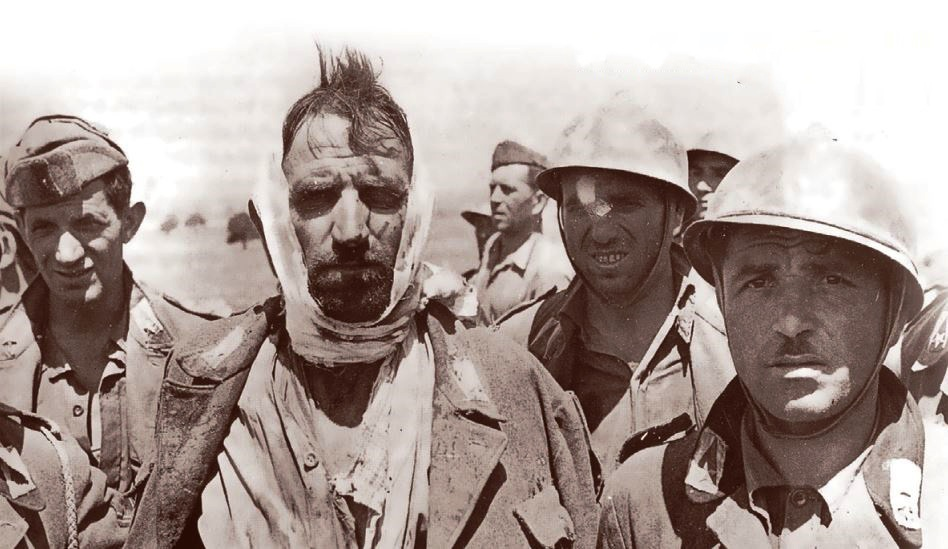
シチリア島上陸後に捕虜となったイタリア軍兵士

しかし、イタリア軍の対応は緩慢であり、ドイツ国防軍最高司令部（OKW）は西方軍集団にイタリアの寝返りを警戒する指令を出した。ヒトラーはイタリア情勢に対応するためとして、東部戦線からの師団引き抜きとクルスクの戦いにおける攻勢（ツィタデレ作戦）の中止を指令した。（この措置によって東部におけるドイツの攻勢は不可能となり、エーリッヒ・フォン・マンシュタイン元帥は「東部戦線の主導権はソ連側にうつった。我々としては、今後は、我が部隊がソ連軍に突破され包囲されて、スターリングラードの再現にならぬよう防戦するだけである」と嘆いた）。
7月14日にはピエトロ・バドリオ元帥と、イヴァノエ・ボノーミ元首相がムッソリーニ更迭後の組閣名簿を作成した。またヴィットーリオ・アンブロジオ参謀総長がムッソリーニの命令と偽り、首都警備のため編成された師団をローマから移動させるよう試みた。また複数のファシスト党幹部が民心の離反を感じとり、ムッソリーニを裏切るかどうかの決断を迫られていた。
7月15日、バドリオ元帥が閣僚名簿を首相に奉呈し、クーデターの決行を国王に訴えたが、情報の流出をおそれた国王は留保した。国王の懸念通り、この会見はたちまちドイツ側に漏洩し、ヒトラーは大使と国王の義弟にあたるヘッセン公フィリップ・フォン・ヘッセンを召還して情報収集に当たった。情勢の切迫を知ったヒトラーは自らイタリア訪問を行う旨をイタリアに通告し、7月19日にトレビゾ空港でムッソリーニと会見した。当初ヒトラーはムッソリーニに国王を排除させ、より強力な独裁権力を確立させるつもりであったが、ムッソリーニが予想以上に衰弱していたため会見でそのことにはふれなかった。一方でアンブロージョ参謀総長はムッソリーニにドイツと手を切ることを進言したが、ムッソリーニは応諾しなかった。

## ムッソリーニ解任
ヒトラーとの会談を終えた直後、ムッソリーニはファシズム体制指導者を激励するため、久しく開会されていなかったファシズム大評議会(Gran Consiglio del Fascismo)を7月24日に開催するよう指示した。アンブロージョ参謀総長は国王に決断を迫り、参謀総長に国王は次の定例謁見日（7月22日）までに決断し、その次の謁見日（7月26日）の後にムッソリーニを逮捕すると告げた。しかしこの頃アルトゥーロ・リッカルディ海軍大将ら親独派グループの動きが活発化したと報告を受けて国王は考慮を決断に移し、ムッソリーニが国王に拝謁した後、カラビニエリ(憲兵)により逮捕する計画を固めた。
この頃、反ムッソリーニ派である「秘密のフロンド」(frondeur、投石器の意味)には、ファシスト党の幹部であるジュゼッペ・ボッタイ文化大臣、ファシスト党のナンバー2であり、ムッソリーニの義理の息子のガレアッツォ・チャーノ外相まで参加していた。グランディやカルロ・スコルツァ党書記長、ロベルト・ファリナッチらは政治の直接的な支配権を王に戻すと言う提案「重大事項」(Ordine del giorno)を策定し、賛同者を募った。この情報はムッソリーニの耳にも届いたが、彼は真に受けず、何の対抗手段も執らなかった。
1943年7月24日午後5時、ファシズム大評議会に複数の「重大事項」が提出された。会議は夜半を過ぎても続き、7月25日午前2時に統帥権と独裁権を国王に返還するグランディの提案が多数決で採択された。7月25日にムッソリーニは国王に緊急の拝謁を求めた。その面談で国王はムッソリーニに解任を告げた。王宮から出たムッソリーニは逮捕され、ポンツァ島に監禁された。
後任の首相にはバドリオが任命されたが、これはグランディに約束された内容に反するものであった。グランディは他の偉大な人間性と優秀な能力をもつ人物、エンリコ・カヴィーリャ元帥がムッソリーニのあとを継ぐべきであると述べていた。その後クーデター派はムッソリーニが「辞任」し、ロマーニャの自宅に向かったという噂を流し、ムッソリーニ派が政権の奪還に動くのを封じた。噂を聞いた市民がファシスト党員や憲兵を攻撃する事例も現れた。
午後9時30分頃にはドイツでもムッソリーニの「辞職」が察知されるようになり、ヒトラーはバドリオ政権を敵と断定し、エルヴィン・ロンメル元帥をギリシャから呼び戻した。午後10時45分にムッソリーニの辞職とバドリオの首相任命を伝える国王の声明と、バドリオが全権委任を受けたという声明が全国放送された。イタリア全土のローマや各地の街には市民の歓声があふれ、ファシスト党の党員証や黒い制服が川や路地に投げ捨てられた。

## 連合軍との事前交渉

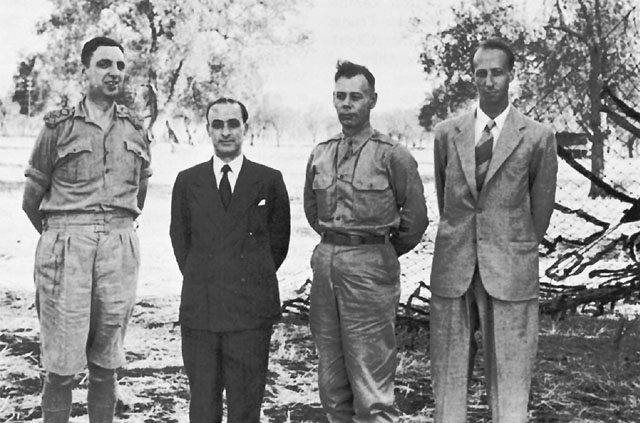
リスボンで会合する英米伊の高官。左よりストロング英軍准将、カステッラーノ伊軍准将、スミス米軍少将、フランコ・モンタナーリ伊領事

バドリオ政権は表面上戦争を遂行するという姿勢を見せていた。総統大本営に到着したロンメル元帥も、早期のドイツ軍進駐はかえって反感を呼ぶとして、ヒトラーの強攻策に反対した。さしあたってのヒトラーの対応は北部イタリアとローマへの進駐準備と、ムッソリーニ救出のための準備を命令することであった。しかしこの政変は連合国軍にとっても寝耳に水であり、事前の話し合いは一切ついていなかった。7月27日のウィンストン・チャーチルの演説もそれをうかがわせるものであった。その後ヒトラーは各方面からイタリアが連合国和平に動いているという情報を察知し、8月1日にはイタリア占領作戦アッシェ作戦を承認した。
バドリオ政府はバチカンの大使館を通じてイギリス側と接触し、ローマの無防備都市宣言案を連合国側に伝達した。8月4日には密使がリスボンのイギリス大使館に派遣され、和平の方針を伝達した。
8月12日、陸軍参謀次長ジュゼッペ・カステッラーノ准将が連合国の外交官と接触するために、マドリードに送られた。カステッラーノ准将らは8月16日にリスボンに到着し、8月19日になって連合国軍と会談の場を持つことができた。連合国側の出席者の中には、ポルトガルに送られた駐葡イギリス大使ロナルド・ヒュー・キャンベルと、SHAEF付ケネス・ストロング准将、アメリカからはSHAEF最高司令官アイゼンハワーに送られた2人の将軍と参謀長ウォルター・ベデル・スミス少将、さらにアメリカ大使館参事官のジョージ・ケナンがおり、彼らはその後も対イタリア交渉の窓口となった。この会談でイタリア側に、イタリア軍の降伏とその後の軍政を条件とし、さらに8月30日を回答期限とする停戦案が伝えられた。ところが連合国との接触に手間取ったカステッラーノにしびれを切らした本国側は、ジャコモ・サヌッシ准将をさらなる密使として派遣し、8月25日にリスボンに到着した。8月27日、サヌッシは英米政府がケベック会談で合意したイタリアの降伏案をキャンベル大使に提示された。しかしこの降伏案提示はキャンベル大使の独走であり、あわてた連合軍側はサヌッシをアルジェに向かわせ、帰国を遅らせることで対応した。この日、カステッラーノがローマに帰着し、停戦案を内閣と軍に示した。政府は王政の保障を得ることや降伏を回避することへの望みを捨てておらず、またドイツ軍の報復をおそれたため、回答期限まで決定を下すことはできなかった。結局、回答期限の8月30日にカステッラーノを連合国軍の占領したシチリア島に向かわせることのみが決定された。
当初、連合国はイタリアの降伏の提案には完全に満足していたわけではなかった。枢軸国軍に対する軍事作戦は勢いを増し、イタリアの占領と敗北は時間の問題と考えていた。ドイツの弱小な同盟国の降伏は戦争の終結を確かに加速するだろうが、イタリア領域の完全な占領は、利益を失う点も存在した。
だが、結局は、イタリアでの戦争終結後に、可能であった選択肢の更なる検討が、連合国においてこの問題の大きな議論を引き起こした。特に、アメリカ合衆国は、戦争後にイギリスへのイタリアの接近の可能性を減らしたいと考えていた。これは、地中海におけるイギリスへの絶対的な戦略的支配権（これは、原油の輸送ルートの支配も含む）を与えるためであった。

## 停戦条件受諾
8月31日にカステッラーノ准将は、シチリア島のテルミニ・イメレーゼに航空機で到着し、シラクサ近郊の小村カッシビレに移動した。連合軍側はカステッラーノの来訪は、イタリア軍が停戦条件を受諾し、降伏の調印にやってきたと判断していたが、実際には彼は調印の権限委譲すらされていなかった。再び協議が行われ、その後王室とローマ市民保護のため1個空挺師団をローマ近辺に上陸させることと、9月2日を新たな回答期限とする合意が示された。
同日午後7時、カステッラーノとサヌッシはローマに戻った。9月1日に閣議が開かれ、アンブロージョ参謀総長、ラッファエレ・グアリーリャ外相は、連合軍の条件を受け入れるべきと主張したが、情報部長ジャコモ・カルボーニは、ローマ周辺に展開する軍団は都市を守るには燃料と装備が不足しており、講和は延期すべきだと主張した。バドリオ首相自身は会合では発言せず、閣議での決定も下さなかった。このため国王の決定にゆだねることとなり、午後にバドリオと面会した国王は講和に応じる旨の決定を下した。カステッラーノは受諾の方針を連合軍側に打電し、9月2日に彼が再びシチリアに向かうこととなった。しかし、この電文はドイツ軍によって傍受されていた。

## 調印の方法
9月2日、カステッラーノ准将は再度カッシビレに到着した。しかし、連合軍側の期待を裏切り、彼はまたしても調印権限を持っていなかった。カステッラーノはイタリアを降伏という不名誉な事態から逃れさせるため、降伏に言及していない電文によって停戦を実現させる作戦をとったが、連合軍側はカステッラーノに降伏権限授権を要請させた。連合国側が満足する授権の電文が到着したのは、9月3日の午後5時になってからであった。
電文を受諾した午後5時15分に調印式が始まった。カステッラーノはバドリオの代わりに、スミス少将はアイゼンハワーの代わりに、受託文章にサインを行った。500機の航空機によるローマへの爆撃任務は最後の瞬間に中止となった。これはアイゼンハワーによる講和の手続きを加速のための予防策であった。連合国スタッフのイギリス代表であったハロルド・マクミランは、「どんな種類の修正も無く」講和に調印が行われたとチャーチルに知らせた。休戦協定は同日中に発効したが、世界には公表されず、戦闘はなおも続いていた。
調印が行われた後にカステッラーノは、キャンベル英大使がサヌッシに伝えた「降伏条件」を提示された。カステッラーノはこれを承知していないと主張し、スミス少将に抗議した。彼は降伏が相対的な効果しか持たないと念書を書き、カステッラーノに手渡した。

## 休戦の公表

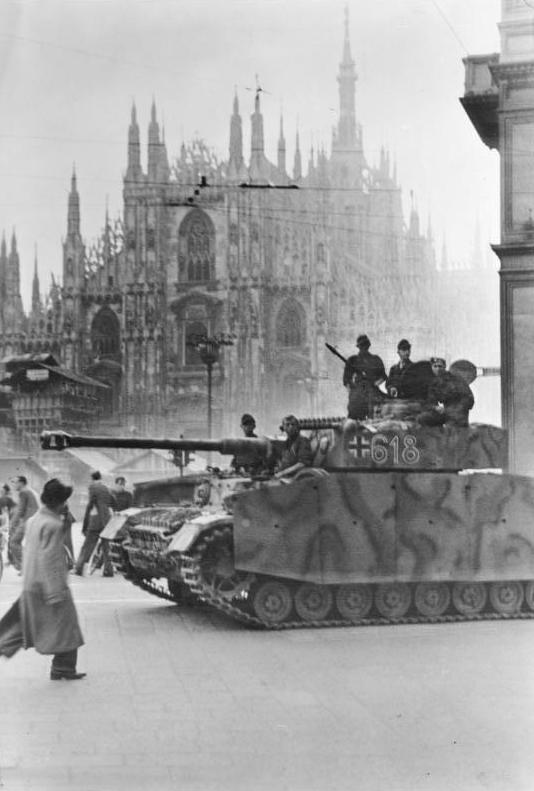
1943年9月、ミラノを占領した第1SS装甲師団のIV号戦車。

休戦の発表日と、空挺師団の派遣は9月8日と合意されていたが、9月7日の午後9時30分になってカルボーニ将軍が停戦の延期と空挺師団派遣の中止を申し入れ、その旨を記したバドリオの電文を示した。連合軍側は停戦延期は不可能であると反論し、バドリオ政権側に停戦発表を予定通り行う旨を通告した。これをうけてバドリオは閣議を行ったが、結論が出ないうちに午後6時30分を迎え、イタリアの降伏受け入れと停戦受諾を伝えるアイゼンハワーの放送が行われた。さらに6時40分にはバドリオ声明案の英文を放送させ、イタリアの降伏受け入れは事実となって全世界に知られることとなった。
放送を受けてバドリオは、降伏を知らなかったこととして処理するか、受け入れるかについて国王に裁可を迫った。国王は停戦受け入れを決定し、バドリオは午後7時45分に休戦声明の放送を行った。まもなくヒトラーはアシェ作戦の発動を命令し、ドイツ軍を配備する事を決定して、素早く北イタリア地域に軍隊を展開した。国王と王族はその日のうちに国防省に移り、9月9日に政府はローマからの避難を決め、王族らとともに脱出した。
大部分のイタリア軍将兵は講和に関して何も知らされていなかったために対応できず、大半はドイツ軍にたやすく武装解除され、イタリア半島の大部分はドイツ軍の手に落ちた。連合軍側のカナダ軍が9月3日にカラブリアの最南端に上陸を行い、9月9日にはサレルノ（アヴァランチ作戦）とターラント（スラップスティック作戦）に上陸を行い、イタリア本土での本格的な戦闘が始まった。
またイタリアの支配下にあったバルカン半島のアルバニア王国とモンテネグロ王国、マケドニア公国、さらにイタリア軍が進駐していたフランス南部の一部も即座にドイツに占領された。

## イタリアの無条件降伏

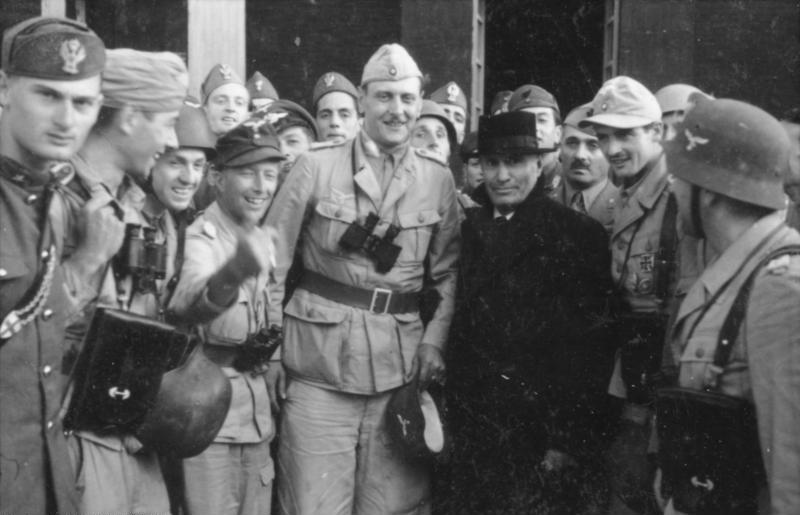
ドイツに救出されたムッソリーニ（左隣はオットー・スコルツェニー）

9月12日、ドイツ軍はグラン・サッソ襲撃によってムッソリーニを奪還した。憔悴したムッソリーニにヒトラーはイタリアでの最高権力を奪還するよう強要した。ムッソリーニは9月15日に最高権力の回復と、共和ファシスト党の成立を宣言し、9月23日にはイタリア社会共和国の成立を発表した。しかし実態はドイツの傀儡政権であり、ムッソリーニはイタリアにおける主導権を取り戻すことはできなかった。
一方で連合国側は、イタリアの無条件降伏をより明確にする必要があると考え、停戦協定では全く不十分であり無条件降伏しなければならないとイタリア側に迫った。9月29日、アイゼンハワーはイタリアの状態が変更されることを告知する文書をバドリオに送った。11月9日、バドリオは戦艦ネルソン上で、休戦協定を無条件降伏協定へと変更する文書に署名した。しかし連合国はファシズム・イタリアを対等な同盟国として認めず、残存したイタリア王国軍は共同参戦国軍として10月13日ドイツに対して宣戦布告。また、ドイツ降伏後の1945年7月15日には大日本帝国に対して宣戦布告している。